# ХЕК Париж
Висшето търговско училище на Париж (на френски: École des hautes études commerciales de Paris), съкращавано като ХЕК Париж (HEC Paris), е частно бизнес училище във Франция.
Разположено е в комуна Жуи-ан-Жоза (департамент Ивлин, регион Ил дьо Франс), югозападно предградие на столицата Париж.
Класирано е редовно като най-доброто бизнес училище в Европа в класацията на британския всекидневник „Файненшъл Таймс“
Френският икономист Елоик Пейраш е генерален директор и декан (научен ръководител) на училището.

## Випускници
- Пиер Розанвалон (р. 1948), френски историк, социолог и политолог
- Нанси Хюстън (р. 1953), канадско-френска преводачка и писателка
- Франсоа Оланд (р. 1954), френски политик, президент на Франция